# Jindřichův Hradec
Jindřichův Hradec là một thị trấn thuộc huyện Jindřichův Hradec, vùng Jihočeský, Cộng hòa Séc.